# Conspiració de silenci
Per conspiració de silenci o pacte de silenci s'entén l'acord establert, de forma implícita o explícita, entre familiars, amics i/o professionals sanitaris per modificar la informació que s'ofereix a una persona malalta amb l'objectiu d'amagar-li el diagnòstic i/o pronòstic i/o la gravetat del seu estat de salut. Es tracta d'un fenomen que s'observa amb freqüència en l'àmbit de les cures pal·liatives i que té una repercussió negativa en el benestar no només del pacient, sinó també de les mateixes persones que exerceixen la conspiració.
Dins del camp de la Psicologia es descriuen dos tipus de conspiració de silenci:
-La conspiració adaptativa, en què el pacient evita ser informat o bé manté una actitud de negació de la informació que ja ha rebut.
-La conspiració desadaptativa, en què el pacient desitja ser informat del seu estat de salut però la família es nega a proporcionar-la-hi.
La conspiració de silenci genera un clima d'incomunicació que fomenta l'aparició de sentiments de soledat, incomprensió i aïllament en el malalt, amb la consegüent repercussió en el seu benestar emocional i físic: augmenta el malestar emocional en forma d'ansietat, depressió, ira o por, i influeix en el control d'altres símptomes com ara el dolor. Així mateix, la manca d'una comunicació oberta entre malalt i professional sanitari dificulta o trenca la relació de confiança, un vincle desitjable en la pràctica assistencial. Quant a l'àmbit legal i ètic, la conspiració de silenci atempta contra el principi d'autonomia, ja que d'una banda nega al pacient la informació sobre el seu procés i, d'altra banda, l'incapacita per prendre decisions sobre la seva salut i la seva vida, un aspecte molt rellevant en situacions de fi de vida en què el malalt pot desitjar tancar temes pendents (qüestions pràctiques com ara una herència o bé qüestions relacionals). Finalment convé ressaltar les conseqüències negatives que rep també la família conspiradora, ja que el fet de mantenir la barrera comunicativa li comporta patiment emocional i li dificulta l'elaboració del dol.
Pel que fa als motius o desencadenants de la pràctica de la conspiració de silenci, trobem d'una banda la necessitat primària que sent la família de protegir el malalt, ja que no el veu capaç de sostenir emocionalment la veritat; d'altra banda, la necessitat d'autoprotecció per part dels propis familiars davant la dificultat per afrontar el propi sofriment. I quan els conspiradors són els professionals sanitaris, la causa rau en la manca d'habilitats comunicatives per donar males notícies i, alhora, gestionar les emocions intenses que es desperten.
Aquest fenomen es produeix més freqüentment de la família o dels professionals sanitaris cap als malalts; no obstant, també és possible observar-lo en el pacient vers la família o entre els membres d'una mateixa família, especialment quan hi ha menors implicats.